# Batalla de Bouvines

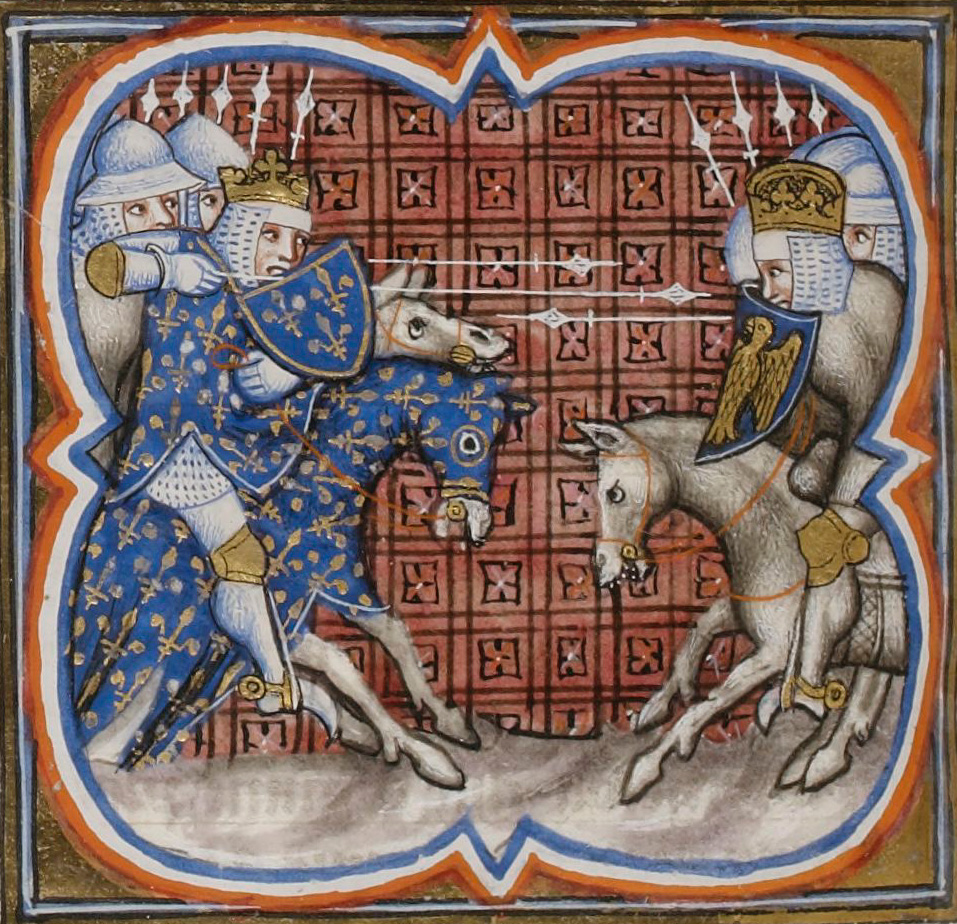
Cavallers lluitant

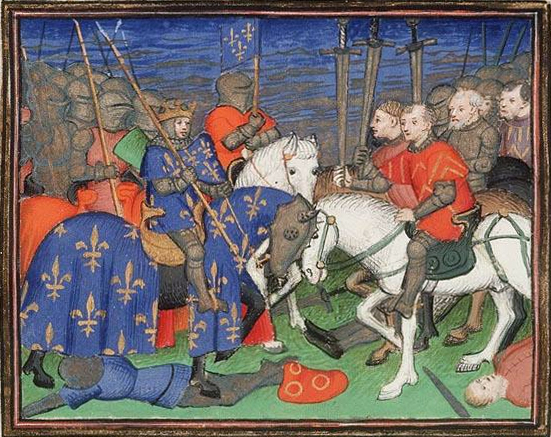
Victòria del Rei Felip II de França a Bouvines, per Vincent de Beauvais

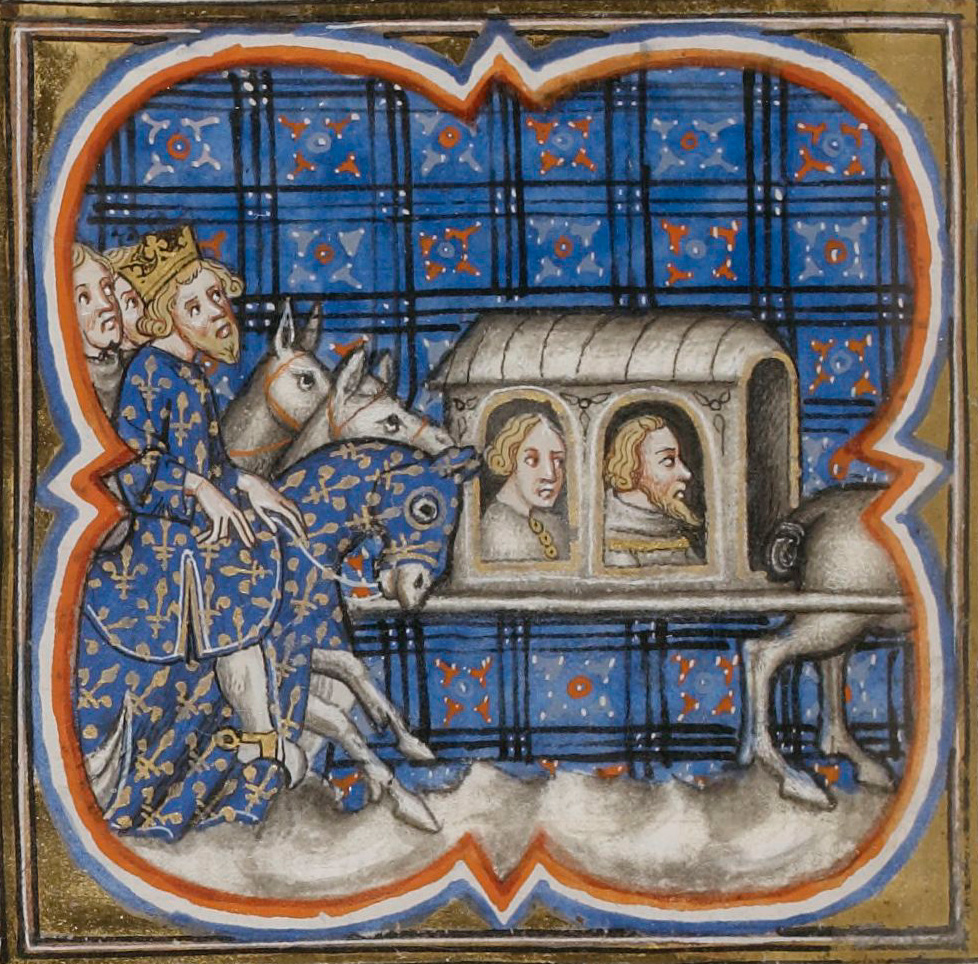
Ferran de Flandes i Renald de Boulogne conduïts com presoners a Paris

La batalla de Bouvines, va tenir lloc el 27 de juliol de 1214, i va representar el final de la Guerra Anglonormanda (1202-14). Va ser fonamental pel desenvolupament de la França Medieval confirmant la sobirania de la corona francesa sobre l'Imperi angeví del Ducat de Bretanya i el Ducat de Normandia.

## Antecedents
Al principi del segle xiii, el Hohenstaufen Felip de Suàbia i el Welf Otó de Brunswick eren rivals pel tron imperial. Felip tenia el suport dels gibel·lins com a fill de Frederic I, mentre que Otó tenia el suport dels güelfs i del papat. Otó de Brunswick va ser vençut i ferit en la batalla de Wassenberg per Felip de Suàbia el 27 de juliol de 1206, i com a conseqüència va perdre el suport del papa, que va tornar a coronar Felip. Otó no va poder expulsar el seu rival Felip fins que aquest va ser assassinat en una disputa privada i va ser coronat emperador per Innocenci III el 1209. El 1211 Frederic II va ser elegit in absentia com a Rei d'Alemanya per una facció rebel suportada per Innocenci, que s'havia enfrontat a Otó i l'havia excomunicat. Tanmateix, la seva autoritat a Alemanya era feble i només trobava suport al sud d'Alemanya.

## La batalla
Felip II de França va vèncer un exèrcit compost pel Sacre Imperi Germànic i soldats anglesos i flamencs, dirigits per l'emperador Otó IV.

## Conseqüències
La decisiva derrota d'Otó a la batalla de Bouvines va forçar-lo a retirar-se a les seves possessions hereditàries on moriria anys després, el 1218, abandonat pels seus partidaris